# Plaza del Mercado de Helsinki
La plaza del Mercado de Helsinki (en finés: Kauppatori) es una céntrica plaza de Helsinki, Finlandia, y una de las más famosas plazas de mercado y atracciones turísticas de la ciudad. 
La plaza del Mercado se encuentra cerca del centro de Helsinki, en el extremo oriental de Esplanadi y bordeando el mar Báltico al sur y al este de Katajanokka. El transporte de la ciudad de Helsinki mantiene una línea de transbordadores todo el año que parte de la plaza del Mercado de Suomenlinna, y en el verano hay también empresas privadas que ofrecen cruceros de ferry, tanto a Suomenlinna como a otras islas cercanas. 
Desde la primavera hasta el otoño, la plaza del mercado es un hervidero de actividad de vendedores de comida finlandesa fresca y souvenirs. También hay muchos cafés al aire libre en la plaza.